# Фузія
Фу́зія (від лат. fusio — «злиття») — лінгвістичний термін, який означає тісне з'єднання змінюваного кореня з багатозначними нестандартними афіксами, що приводить до стирання меж між морфемами.
Термін було запроваджено Е. Сепіром у книзі «Мова» (1921).
Явище фузії можна показати на такому прикладі:
- українське слово нога з різними афіксами демонструє змінюваність кореня:

нож-н-ий — ніж-к-а — ноз-і тощо.
Так само фузія є наочною при відмінюванні частин мови:
- іспанське дієслово querer «хотіти, любити» має такі особові і часові форми зі зміною кореня:

quiero «хочу» — quise ([я] хотів) — quería ([я] хотів, [вона] хотіла) тощо.
Фузія — явище, протилежне аглютинації.
За принципом фузії-аглютинації відповідно мови поділяють на фузійні та аглютинаційні.
Індоєвропейські мови історично за походженням є фузійними, хоча зараз багато з них тяжіють до аналітизму, так фузія слабше виражена у сучасних романських на відміну від латини, у сучасній англійській у порівнянні з німецькою і в них обох в порівнянні до давньогерманської і т. ін.
Класичними зразками фузійних мов є слов'янські, зокрема українська, та балтійські мови.